# Públio Valério Flaco
Públio Valério Flaco (em latim: Publius Valerius Flaccus) foi um político da gente Valéria da República Romana eleito cônsul em 227 a.C. com Marco Atílio Régulo. Era filho de Lúcio Valério Flaco e pai de Lúcio Valério Flaco, cônsul em 195 a.C., e do flâmine Caio Valério Flaco.

## Consulado (227 a.C.)
Foi eleito cônsul com Marco Atílio Régulo em 227 a.C., ano no qual o número de pretores foi elevado a quatro.

## Segunda Guerra Púnica
Em 219 a.C., foi, com Quinto Bébio Tânfilo, um dos embaixadores enviados a Sagunto, na Hispânia, para encontrar com Aníbal e o senado cartaginês, que recusam as condições impostas pelos romanos. O fracasso levou ao início da Segunda Guerra Púnica, na qual o cerco de Sagunto, uma vitória cartaginesa, foi o primeiro ato.
Em 216 a.C., lutou em Nola como legado militar.

### Prefeito da frota (215 a.C.)
Em 215 a.C., Flaco foi nomeado prefeito da frota (praefectus classis) e recebe o comando de cinquenta e cinco navios, incluindo os cinco que haviam transportado os prisioneiros macedônios, que haviam tentado colocar em contato Filipe V da Macedônia com Aníbal (vide Tratado macedônio-cartaginês). A frota partiu de Óstia e seguiu para Taranto (onde embarcaram os soldados de Caio Terêncio Varrão, cônsul do ano anterior, liderados por Lúcio Apústio Fulão). O objetivo desta frota era proteger o litoral da Apúlia e realizar missões de reconhecimento ao longo da costa oriental para controlar os movimentos de Filipe.

### General (211 a.C.)
Em 211 a.C., já em sua marcha para Roma, Aníbal cercou Públio Valério e suas tropas em Capua.